# Rosthuvad todityrann
Rosthuvad todityrann (Poecilotriccus luluae) är en starkt utrotningshotad fågel som vanligen placeras i familjen tyranner. Den förekommer endast i norra Peru och beskrevs som ny art för vetenskapen så sent som 2001.

## Utseende och läte
Rosthuvad todityrann är en liten (10 cm) och väl tecknad tyrann. Mest distinkt är det djupt kastanjeröda huvudet, utom lite vitt på strupen. På bakre delen av nacken syns ett grått och svart band, medan resten av ovansidan är grön med gula kanter på vingtäckare, tertialer och armpennor. Undersidan är gul med ett vitt bröstband. Sången tros bestå av en kort och ganska hård trill, "prrrrt", medan lätet är ett betonat "chick".

## Utbredning och systematik
Fågeln förekommer norra Peru (Cordillera de Colan) och angränsande östra Anderna. Den behandlas som monotypisk, det vill säga att den inte delas in i några underarter.

### Familjetillhörighet
Arten placeras traditionellt i familjen tyranner. DNA-studier visar dock att Tyrannidae består av fem klader som skildes åt redan under oligocen, pekar på att de skildes åt redan under oligocen, varför vissa auktoriteter behandlar dem som egna familjer. Rosthuvad todityrann med släktingar placeras då i Pipromorphidae.

## Status och hot
Rosthuvad todityrann har en liten världspopulation bestående av uppskattningsvis endast 21 500–10 000 vuxna individer. Beståndet tros dock vara stabilt. IUCN kategoriserar den som livskraftig.

## Namn
Fågelns vetenskapliga artnamn hedrar Lulu May Lloyd Von Hagen (1912-1998), amerikansk filantrop som stödde fågelforskning och var en av grundarna till California Institute of the Arts 1961. Tidigare kallades den lulutodityrann även på svenska, men justerades 2023 till ett mer informativt namn av BirdLife Sveriges taxonomikommitté.